# Хагота
Хагота (рум. Hagota) — село у повіті Харгіта в Румунії. Входить до складу комуни Тулгеш.
Село розташоване на відстані 272 км на північ від Бухареста, 57 км на північ від М'єркуря-Чука, 148 км на захід від Ясс, 135 км на північ від Брашова.

## Населення
За даними перепису населення 2002 року у селі проживали 170 осіб.
Національний склад населення села:
| Національність | Кількість осіб | Відсоток |
| -------------- | -------------- | -------- |
| угорці         | 130            | 76,5%    |
| румуни         | 39             | 22,9%    |

Рідною мовою назвали:
| Мова      | Кількість осіб | Відсоток |
| --------- | -------------- | -------- |
| угорська  | 130            | 76,5%    |
| румунська | 39             | 22,9%    |